# Адзуро (музикален фестивал)
Музикалният фестивал „Адзуро“, познат още като „Estate d'Europa“ (Лятото на Европа), е музикален фестивал, който се провежда в периода 1982 – 1992 година.

## История
„Адзуро“ се ражда от идеята на Виторио Салвети за музикален фестивал, който да носи късмет на футболистите от Националния отбор по футбол на Италия (познати като gli Azzurri – букв. Сините), които скоро след това стават световни шампиони на Световното първенството по футбол 1982 година в Испания. Главната цел на фестивала е да популяризира италианската музика чрез система за гласуване и участие в него, която се различава от обикновените музикални събития.
Първите две издания са излъчени на живо по програмата Rai 2, а останалите осем – по Italia 1. Място на провеждането му е театър „Петруцели“ в град Бари, който е домакин на фестивала от 1982 до 1989 година, като изключение прави третото му издание през 1984, което се провежда в Националния театър на Милано. През 1990 година се мести в Двореца на киното във Венеция, през 1991 – на Площада на синьорите във Виченца, а през 1992 се връща в Бари, само че в театър „Тийм“, тъй като „Петруцели“ рухва в пожар през месец октомври на 1991 и е построен отново чак през 2009 година.

## Система за участие и гласуване
Системата е следната – състезават се отбори от певци и групи, които водят дуели, за да достигнат първото място. Имената на отборите се основават на разнообразни теми: в първото издание се делят на музикални стилове, после на животни с ярки цветове, по-късно на елементи от флората, след което водна тематика с ярки цветове, проста водна тематика и накрая отново цветове.
Победителят се съобщава от жури, съставено от сто души, избрани от специализираното сдружение „Doxa“ (Докса), което се занимава с проучвания, основани на общественото мнение. До това жури се намира друг състав – от журналисти от националните вестници като „La Gazzetta dello Sport“, „Il Messaggero“, „Corriere della Sera“, „La Gazzetta del Mezzogiorno“ и „Ciak“, както и от радиоводещи на станции като „Radio Dimensione Suono“, „Radio Italia“ и „Radio Milano International“. За осъществяването на връзката между радиата се грижи Корадо Тедески.

## Водещи
- „Адзуро“ 1982 – Даниела Поджи, Бепе Виола и Виторио Салвети;
- „Адзуро“ 1983 – Мили Карлучи и Виторио Салвети;
- „Адзуро“ 1984 – Клаудио Чекето, Елеонора Брилядори, Фабриция Карминати, Габриела Голия и Виторио Салвети;
- „Адзуро“ 1985 – Мили и Габриела Карлучи и Виторио Салвети със Стела Карначина, Личия Коло, Габриела Голия, Сузана Месаджо и Джини Стефан;
- „Адзуро“ 1986 – Рамона делл'Абате и Виторио Салвети с Личия Коло, Марта Флави, Габриела Голия, Линда Лоренци, Сузана Месаджо и Паола Перего;
- „Адзуро“ 1987 – Клаудио Чекето, Сузана Месаджо, Виторио и Андреа Салвети;
- „Адзуро“ 1988 – Джери Скоти, Андреа и Виторио Салвети;
- „Адзуро“ 1989 – Мили Карлучи, Джери Скоти и Виторио Салвети;
- „Адзуро“ 1990 – Хедър Паризи, Франческо Салви и Виторио Салвети;
- „Адзуро“ 1991 – Джери Скоти, Сузана Месаджо и Виторио Салвети;
- „Адзуро“ 1992 – Джери Скоти, Сузана Месаджо и Виторио Салвети.

## Отбори победители
- „Адзуро“ 1982 – отбор „New Romantic“: капитан Джани Моранди с Тони Чико, Рикардо Кочанте, Хорът на ангелите, Андреа Форте, Горан Кузминац, Le Orme, Мимо Локашули, Ренцо Дзеноби, Ренато Дзеро;
- „Адзуро“ 1983 – отбор „Farfalla Rosa“: капитани: Аличе и Нада с Франко Батиато, Лу Коломбо, Гарбо, Ричи Хевънс, Клаудио Лоли, Джусто Пио, Питър Тош, Кени Роджърс и Шийна Ийстън, Дянго, Миранда Мартино;
- „Адзуро“ 1984 – отбор „Squadra della Rosa“: капитан Анна Окса с Роберто Браво, Аманда Лиър, Лаура Лука, Марсел Фобер, Раф, Wang Chung;
- „Адзуро“ 1985 – отбор „Squadra del Corallo Rosso“: капитан Личия Коло с Алба, Кантон, Карара, Валери Дор, Хауърд Джоунс, Аманда Лиър, Фиорела Маноя, Мат Бианко, Силвър Поцоли, Валентино;
- „Адзуро“ 1986 – отбор „Squadra dei Delfini“: капитан Паола Перего със Санди Мартън, Mental as Anything, Трейси Спенсър, Тафи, Виа Верди;
- „Адзуро“ 1987 – отбор „Squadra dei Cigni“: капитан Бетина Клу с Боб Гелдоф, Pepsi & Shirlie, Том Робинсън, Дъ Кюър, Ден Джерико, Джон Уилсън;
- „Адзуро“ 1988 – отбор „Squadra dei Cigni“ с Африка Бамбаатаа, Бети Вилани, Клими Фишър, Геш Пати, Еди Грант;
- „Адзуро“ 1989 – отбор „Arancio“ с Блис, Нене Чери, Джо Кокър, Трансвижън Вамп, Бети Вилани;
- „Адзуро“ 1990 – отбор „Rosa“ с Лука Карбони, Лейла К, Миа Мартини, Миета, Лео Сайър, Шалпи, Снап, Паола Турчи;
- „Адзуро“ 1991 – няма състезание
- „Адзуро“ 1992 – няма състезание

|  | Тази страница частично или изцяло представлява превод на страницата Azzurro (programma televisivo) в Уикипедия на италиански. Оригиналният текст, както и този превод, са защитени от Лиценза „Криейтив Комънс – Признание – Споделяне на споделеното“, а за съдържание, създадено преди юни 2009 година – от Лиценза за свободна документация на ГНУ. Прегледайте историята на редакциите на оригиналната страница, както и на преводната страница, за да видите списъка на съавторите. ВАЖНО: Този шаблон се отнася единствено до авторските права върху съдържанието на статията. Добавянето му не отменя изискването да се посочват конкретни източници на твърденията, които да бъдат благонадеждни. |